# Traktat prucki
Traktat prucki (pokój prucki) – pokój zawarty 12 lipca?/23 lipca 1711 pomiędzy Carstwem Rosyjskim i Imperium Osmańskim nad brzegiem Prutu w pobliżu Jass, jako zakończenie kampanii pruckiej 1711 roku.
Pokój w imieniu cara Piotra I podpisali Piotr Szafirow i Michaił Szeremietiew natomiast w imieniu sułtana tureckiego - wielki wezyr Baltacı Mehmed Pasza. Podpisy złożyli ponadto hetman kozacki Filip Orlik i ataman koszowy Kost Hordijenko. Jego stroną nie był chan krymski Dewlet Girej II oraz król szwedzki Karol XII (ten wręcz nakazał swojemu przedstawicielowi, Stanisławowi Poniatowskiemu, złożyć u sułtana oficjalny protest przeciwko traktatowi). 
Traktat został zawarty w sytuacji, kiedy Piotr I wraz ze swoją 38 tys. armią znalazł się w beznadziejnym położeniu. Otaczało ich 120 tysięcy Turków oraz kilkadziesiąt tysięcy Tatarów krymskich. W tej sytuacji rosyjscy negocjatorzy Szafirow i Szeremietiew dostali od cara znaczne pełnomocnictwa i pieniądze na przekupienie wielkiego wezyra i urzędników delegacji tureckiej. Piotr I w zamian za uwolnienie z okrążenia gotów był zrezygnować ze wszelkich zdobyczy Rosji w III wojnie północnej, z wyjątkiem dostępu do Bałtyku w Ingrii i do pozostawienia na tronie polskim Stanisława Leszczyńskiego. Ostatecznie, pozostawiając w Turcji sygnatariuszy układu jako zakładników (m.in. Piotra Szafirowa i Michaiła Szeremietiewa), car i jego armia z pełnym uzbrojeniem mogli wyjść z okrążenia. Karol XII uznał to za ogromny błąd wezyra, gdyż gdyby ten wytrwał przy oblężeniu, cała armia rosyjska wraz z carem dostałaby się do niewoli. Niezadowolenie z powodu zawarcia traktatu wyrażali także Tatarzy Krymscy. Rosja zobowiązała się do:
- zwrócenia Turcji Azowa,
- zniszczenia umocnień Taganrogu oraz dwóch innych swoich twierdz na południu (Bogorodicka i Kamiennej Łachy),
- zezwolenia Turcji na budowę fortecy nad Donem pomiędzy Azowem a Czerkasami,
- zatrzymania wypadów kozackich na Krym,
- zrzeczenia się praw do Zaporoża (miało przejść pod protekcję Turcji),
- rezygnacji z Ukrainy Prawobrzeżnej i wyprowadzenia z niej, jak i z całej Rzeczypospolitej, swoich wojsk przed upływem 3 miesięcy,
- nie wtrącania się w wewnętrzne sprawy Polski, a więc uznania na polskim tronie Stanisława Leszczyńskiego,
- przepuszczenia do Szwecji, przez terytorium Rosji, króla Karola XII,
- zlikwidowania swojego stałego przedstawicielstwa dyplomatycznego w Stambułu[1].

Warunki rozejmu były tylko w umiarkowanym stopniu ciężkie dla strony rosyjskiej. Pomimo to i tak nie zostały przez Rosjan w pełni wykonane. Z tego powodu stan wojny trwał jeszcze 2 lata i zakończył się traktatem adrianopolskim zawartym w 1713 roku, potwierdzającym najważniejsze postanowienia traktatu rozejmowego.